# Cologania angustifolia
Cologania angustifolia är en ärtväxtart som beskrevs av Carl Sigismund Kunth. Cologania angustifolia ingår i släktet Cologania, och familjen ärtväxter. Inga underarter finns listade i Catalogue of Life.